# District de Jumla
Pour les articles homonymes, voir Jumla.
Le district de Jumla (en népalais : जुम्ला जिल्ला) est l'un des 77 districts du Népal. Il est rattaché à la province de Karnali. La population du district s'élevait à 108 066 habitants en 2011.

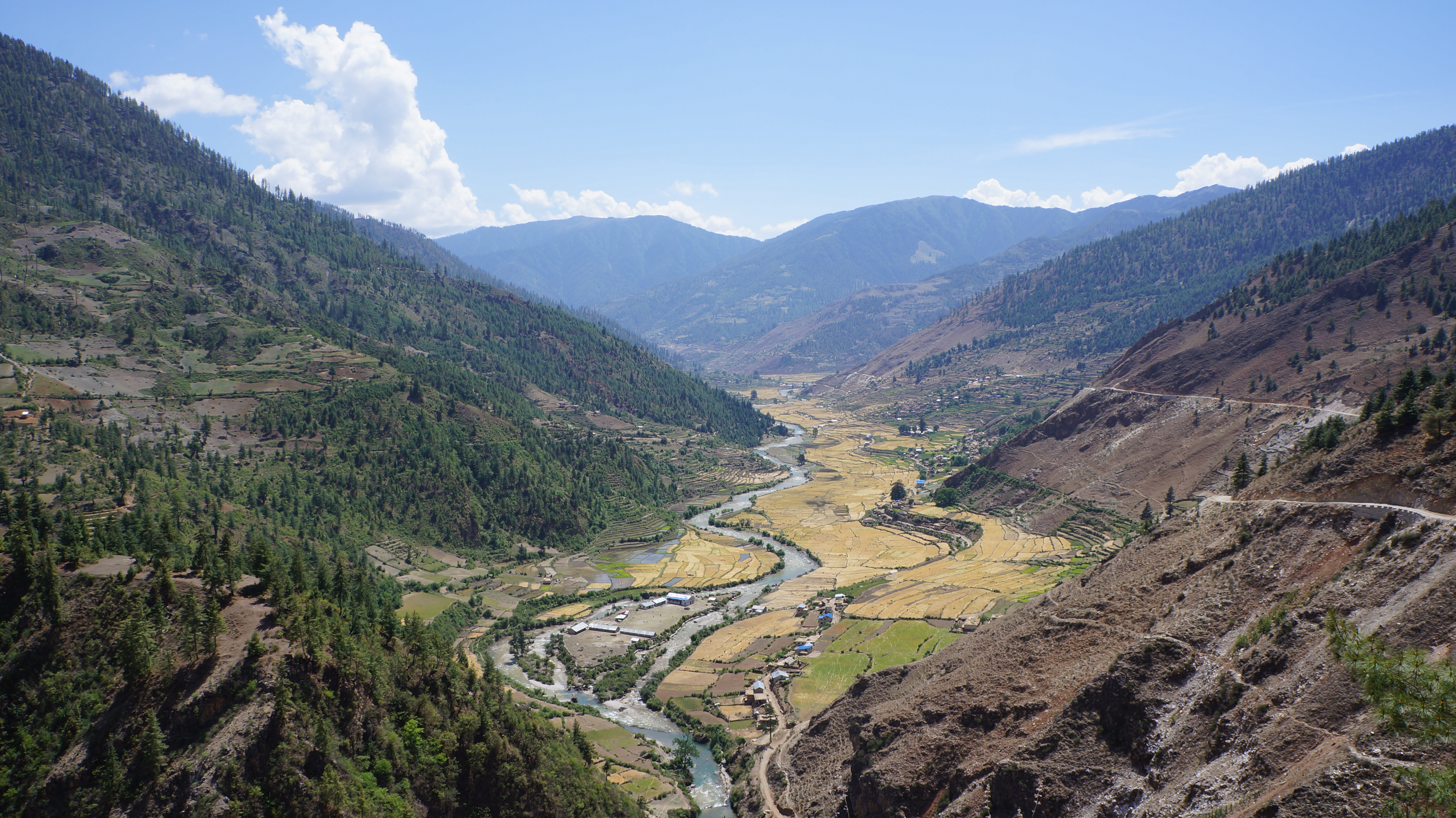
Vue aérienne de la vallée de Sinja

## Histoire
Il faisait partie de la zone de Karnali et de la région de développement Moyen-Ouest jusqu'à la réorganisation administrative de 2015 où ces entités ont disparu.

## Subdivisions administratives
Le district de Jumla est subdivisé en 8 unités de niveau inférieur, dont une municipalité et 7 gaunpalikas ou municipalités rurales.
| # | Nom           | Nom en népalais | Type         | Population (2011) | Superficie (km2) |
| - | ------------- | --------------- | ------------ | ----------------- | ---------------- |
| 1 | Chandannath   | चन्दननाथा          | municipalité | 19 047            | 102,03           |
| 2 | Kanakasundari | कनकासुन्दरी         | gaunpalika   | 12 977            | 225,39           |
| 3 | Sinja         | सिंजा              | gaunpalika   | 12 395            | 153,29           |
| 4 | Hima          | हिमा              | gaunpalika   | 10 961            | 132,32           |
| 5 | Tila          | तिला              | gaunpalika   | 13 607            | 175,49           |
| 6 | Guthichaur    | गुठिचौर            | gaunpalika   | 9 870             | 427              |
| 7 | Tatopani      | तातोपानी            | gaunpalika   | 14 638            | 525,56           |
| 8 | Patarasi      | पातारासी            | gaunpalika   | 14 571            | 814,07           |